# Literatuur (tijdschrift)
Literatuur: tijdschrift over Nederlandse letterkunde was een Nederlands populair-wetenschappelijk tijdschrift over Nederlandse en Vlaamse literatuur. Er werd ingegaan op historische en hedendaagse schrijvers, literatuur en zaken daaromheen.
Het tijdschrift verscheen eenmaal per twee maand tussen 1984 en 2004 (vanaf 2003 achtmaal per jaar). Het werd aanvankelijk uitgegeven in Utrecht, maar in 1994 werd het kantoor overgeplaatst naar Amsterdam (Amsterdam University Press). In 2004 besloot Amsterdam University Press de uitgave te staken en werd geprobeerd een andere uitgever te vinden. Het Productiefonds was bereid er geld in te steken in de vorm van een exploitatiesubsidie. Het blad telde toen 1300 abonnees en 1200 proefabonnees en de losse verkoop bedroeg 500 exemplaren. Eind 2005 deed De Groene Amsterdammer een poging om het tijdschrift nieuw leven in te blazen als driemaandelijkse literaire bijlage (en voor de losse verkoop) onder de naam De groene Amsterdammer. Literatuur. In juni 2006 werd dit project echter door De Groene alweer stopgezet en stierf het blad een stille dood.
- https://www.dbnl.org/auteurs/auteur.php?id=_lit003